# Jaroslav Šabata
Jaroslav Šabata (2. listopadu 1927 Dolenice – 14. června 2012 Brno) byl český levicový politik, filozof, psycholog a politolog, do roku 1969 funkcionář KSČ, za normalizace disident, mluvčí Charty 77 a politický vězeň, po sametové revoluci předák Občanského fóra, poslanec Sněmovny lidu Federálního shromáždění a ministr bez portfeje vlády České republiky.

## Biografie

### Mládí a kariéra v KSČ
Po komunistickém převratu v únoru 1948 byl na Filozofické fakultě brněnské Masarykovy univerzity členem tzv. trojek, jež rozhodovaly o vyloučení studentů, kteří po komunistickém převratu už neměli mít na studiích co dělat.
V letech 1953–1964 přednášel na katedře marxismu-leninismu University Jana Evangelisty Purkyně v Brně, pak v období let 1964–1968 vedl katedru psychologie na Filozofické fakultě této školy. V 50. letech 20. století byl aktivním stoupencem stalinistického křídla KSČ, v 60. letech 20. století byl jako funkcionář KSČ stoupencem jejího reformního křídla. V letech 1968–1969 zastával post tajemníka Krajského výboru KSČ pro Jihomoravský kraj. Na post vedoucího tajemníka jihomoravského KV KSČ ho zvolila konference v červenci 1968. V této funkci měl tehdy podporu Společnosti pro Moravu a Slezsko a v Jihomoravském kraji tehdy výrazně zesílila podpora pro projekt československé trojfederace, tedy spolkového státu složeného ze tří zemí/republik (Čechy, Morava + Slezsko a Slovensko). Koncepce ale nebyla realizována.
Vysočanský sjezd KSČ v srpnu 1968 ho bezprostředně po okupaci zvolil i za člena Ústředního výboru Komunistické strany Československa.

### Aktivity v disentu za normalizace
V roce 1969 byl zbaven všech funkcí a nastoupil jako betonář, později skladový dělník. Roku 1970 byl vyloučen z KSČ. Poté se stal jedním z vedoucích představitelů opozice, za což byl pronásledován a dvakrát vězněn. Na počátku 70. let se okolo něj zformovala skupina nazvaná Komunisté v opozici. Byl zatčen 20. listopadu 1971 a v létě roku 1972 odsouzen na šest a půl roku. Podmínečně se na svobodu dostal v prosinci 1976. Podepsal Chartu 77 a v letech 1978 a 1981 byl jejím mluvčím. Opětovně byl ve vězení v období říjen 1978 – prosinec 1980. Společně s Rudolfem Battěkem v roce 1988 inicioval vznik Hnutí za občanskou svobodu.
Profesně byl k roku 1989 uváděn jako důchodce, bytem Brno.

### Návrat do politiky po roce 1989
Po sametové revoluci se vrátil do vrcholné politiky. Byl jedním z mluvčích Občanského fóra v Brně. V lednu 1990 zasedl v rámci procesu kooptací do Federálního shromáždění po sametové revoluci do Sněmovny lidu (volební obvod č. 109 – Žďár nad Sázavou-Jihlava, Jihomoravský kraj) jako bezpartijní poslanec, respektive poslanec za Občanské fórum. Ve Federálním shromáždění setrval do svobodných voleb roku 1990. V parlamentu byl zvolen v lednu 1990 do předsednictva FS a předsedal zahraničnímu výboru Sněmovny lidu.
Zastával i vládní post. V letech 1990–1992 působil jako ministr bez portfeje ve vládě Petra Pitharta. Ve funkci měl na starosti mimo jiné kontakty mezi českou a slovenskou a českou a federální vládou. Podílel se tak na diskuzích o státoprávním uspořádání. Prosazoval vstřícný postoj české vlády ke slovenským tendencím k přesunu kompetencí na národní republiky. Po rozpadu Občanského fóra roku 1991 byl významným členem Občanského hnutí. Od července do prosince 1992 zastával post poradce předsedy Federálního shromáždění Michala Kováče. Jako jeden z mála českých politiků si i v letech 1991–1992 udržel dobré vztahy s Vladimírem Mečiarem. Ještě v září 1992 zorganizoval dvě schůzky mezi Kováčem a představiteli české opozice s cílem vytvořit alternativu k řízenému zániku Československa.
Po rozkladu Občanského hnutí působil v 90. letech jako publicista a analytik. V letech 1991–1998 zastával post předsedy správní rady Nadace Bernarda Bolzana. V roce 1996 neúspěšně kandidoval do senátu jako nezávislý kandidát na Znojemsku. V roce 1997 vstoupil do ČSSD.
Jeho dcera Anna Šabatová v letech 2001–2007 zastávala post zástupkyně veřejného ochránce práv, v letech 2008–2013 byla předsedkyní Českého helsinského výboru, od roku 2014 zastává post veřejného ochránce práv. Syn Jan založil nakladatelství Doplněk a stál i u zrodu nakladatelství Atlantis.